# ロシア (装甲巡洋艦)
ロシア (Россия) はロシア帝国海軍の装甲巡洋艦。
サンクトペテルブルクのBaltic Worksで建造。 1893年10月（ユリウス暦）建造開始。1895年6月1日（グレゴリオ暦）。1896年5月12日（グレゴリオ暦）進水。完成させるためクロンシュタットへ回航される途中に「ロシア」は座礁し、離礁まで1か月要した。
1897年6月9日（グレゴリオ暦）、スピットヘッドで開催されたヴィクトリア女王のダイヤモンド・ジュビリー観艦式に参加。
「ロシア」は1897年10月に極東へ向け出発し、1898年3月10日（グレゴリオ暦、以下同じ）に長崎に着いた。
日露戦争勃発時はウラジオストク巡洋艦隊に属していた。1904年2月9日に開戦すると、同日中に装甲巡洋艦「ロシア」、「グロモボーイ」、「リューリク」、防護巡洋艦「ボガツイリ」はウラジオストクから出撃し、11日に青森県の艫作崎付近で商船「奈古浦丸」を撃沈、「全勝丸」を損傷させて2月14日にウラジオストクに帰投した。
4月23日、「ロシア」、「グロモボーイ」、「リューリク」、「ボガツイリ」と水雷艇2隻はウラジオストクから出撃したが、「リューリク」は速度が遅いため帰投させられた。残りは元山へ向かい、25日に水雷艇が元山港内で「五洋丸」を撃沈。次いで同日、「萩ノ浦丸」または「荻の浦丸」を沈めた。26日、艦隊は日本の海軍運送船「金州丸」を沈めた。4月29日、ウラジオストクに帰投。
6月12日ないし13日、「ロシア」、「グロモボーイ」、「リューリク」はウラジオストクより出撃して朝鮮海峡へ向かう。6月15日、「グロモボーイ」が日本の陸軍輸送船「和泉丸」を撃沈。次いでウラジオストク艦隊は陸軍輸送船「常陸丸」を沈め、同「佐渡丸」を損傷させた。ウラジオストク艦隊は6月16日にはイギリス船「アラントン」を拿捕し、「第九運砿丸」を停船させて同船に「和泉丸」の捕虜を移した。「アラントン」は「ロシア」乗員によってウラジオストクへ回航された。6月18日、「ロシア」は「巴港丸」を停船させ函館の日本艦艇について尋問したが、「巴港丸」船長が知らないと応じると釈放した。6月19日、または20日にウラジオストク艦隊はウラジオストクに帰投した。
6月28日、「ロシア」、「グロモボーイ」、「リューリク」と仮装巡洋艦「レナ」、水雷艇8隻は出撃する。6月30日に水雷艇が元山を襲撃し、その後「レナ」と水雷艇は帰投した。朝鮮海峡へ向かった巡洋艦3隻は7月1日に日本の第二戦隊と遭遇し、逃走した。この後ウラジオストク艦隊は7月2日にイギリス船「チェルテンハム」を拿捕し、7月3日にウラジオストクに戻った。
7月17日、「ロシア」、「グロモボーイ」、「リューリク」はウラジオストクより出撃。20日に津軽海峡を通過して、汽船「高島丸」、帆船「喜宝丸」、「第二北生丸」を沈め、「共同運輸丸」とイギリス船「サマーラ」を臨検した。南下した艦隊は22日にドイツ船「アラビア」を拿捕し、24日にはイギリス船「ナイト・コマンダー」と帆船「自在丸」、「福就丸」を沈め、イギリス船「図南」を臨検した。25日、艦隊はドイツ船「テア」を沈め、イギリス船「カルカス」を拿捕した。その後艦隊は帰途に就き、再び津軽海峡を通って8月1日にウラジオストクに帰投した。
8月14日、「ロシア」、「グロモボーイ」、「リューリク」は蔚山沖海戦で日本の第二戦隊（出雲、常磐、吾妻、磐手）と交戦した。まず殿の「リューリク」が大損害を受けて遅れ、同艦を救助しようとそちらに接近した「ロシア」と「グロモボーイ」も損害を受けた。「ロシア」では甲板上で敵弾が炸裂し、弾薬に引火して大火災が発生。ボイラー3基が破損し、先任士官ベリンスキー中佐が戦死した。火災は20分で鎮火したが、その後も「リューリク」救援を試みている際に再び「ロシア」では火災が発生した。最終的に日本の巡洋艦「浪速」、「高千穂」が近づいてくると「ロシア」と「グロモボーイ」は「リューリク」救援を断念して逃走。第二戦隊の追撃を受けて両艦はさらに損害を受けたが、日本側が追撃を止めたため戦闘は終了した。海戦での「ロシア」の人的被害は死者48名負傷者165名であった。
戦後の1906年4月8日に「ロシア」はクロンシュタットに戻った。1911年6月24日、ジョージ5世戴冠記念観艦式に参加。1913年3月、コペンハーゲンを訪問。また練習航海で1912年にはカナリア諸島やヴァージン諸島へ向かい、1913年にはアゾレス諸島を訪れている。
第一次世界大戦時は「ロシア」はバルト艦隊の第2巡洋艦旅団旗艦であった。
「ロシア」は1922年にドイツの会社に売却され、その後解体された。
- 排水量：計画12130トン、実測12195トン[30]
- 長さ：全長485フィート、垂線間長461.3フィート、水線長473.1フィート[30]
- 幅：最大68.6フィート[30]
- 吃水：26.2フィート
- 機関：ベルヴィール式水管缶32基、直立三段膨張機関2基＋巡航用直立三段膨張機関1基、計3軸、出力14500IHP、2500IHP（巡航用）[31]
- 速力：計画19ノット、公試19.74ノット[30]
- 航続距離：10ノットで7740浬[30]
- 装甲：ハーヴェイ鋼、装甲帯5から8インチ、司令塔12インチ、甲板2インチ[32]
- 兵装：40口径8インチ砲4門、45口径6インチ砲16門、50口径70mm砲12門、43口径47mm砲20門、23口径37mm砲18門、15インチ魚雷発射管5門[30]
- 乗員：839名[30]

蔚山沖海戦後、6インチ砲6門が追加された。1915年10月、8インチ砲4門が追加され、6インチ砲は14門に減らされた。